# Tsundere
Tsundere (ツンデレ Tsundere) er en arketype i japansk populærkultur.
En tsundere er typisk en kvindelig figur, der gør sig bemærket sig en sippet og stridslysten optræden, men som ved bestemte lejligheder forholder sig tilbageholdende og elskværdigt, f.eks. når figuren er alene med en anden. Det er dog ikke en entydig definition, for begrebet har spredt sig i daglig tale over hovedsageligt internettet med stærkt varierende definitioner til følge. Følgen er at andre arketyper, der adskiller sig ved både køn og opførsel, også af og til betegnet som tsundere. Oprindelig blev begrebet præget af visse japanske videospil af typen visual novel og af erotiske spil, men siden har det også bredt sig blandt fans om personer i anime, manga, litteratur og sågar massemedier.
På trods af at mange tror at tsundere er modstykket til yandere, er dette dog ikke tilfældet. Yandere beskriver en enten voldelig eller psykotisk karakter, (eller begge) som viser stor hengivenhed til hovedpersonen.

## Begreb
Ordet tsundere er sammensat af de to japanske ord tsuntsun (ツンツン), der betyder uselskabelig, i dårligt humør eller gnaven, og deredere (デレデレ), der betyder flirtende eller forelsket.
Kombinationen tsuntsun deredere dukkede formentlig første gang op i et indlæg på BBS Ayashii World@Zantei (あやしいわーるど＠暫定) 29. august 2002 som beskrivelse af figuren Ayu Daikuuji fra computerspillet Kimi ga Nozomu Eien, og i november samme samme år fulgte så forkortelsen tsundere.
Som navneord bruges begrebet Tsunderekko (ツンデレっ娘) om en pige med den beskrevne personlighed. Et sjældnere begreb er deretsun (デレツン), hvor ordene er sat modsat sammen men i øvrigt dækker over de samme egenskaber.

## Eksempler
Den kvindelige dubber Rie Kugimiya er kendt for sine tsundere-roller som Shana fra Shakugan no Shana, Louise Françoise Le Blanc de La Vallière fra Zero no Tsukaima, Taiga Aisaka fra Toradora! og Nagi Sanzenin fra Hayate the Combat Butler, hvorfor hun også kaldes dronningen af tsundere (ツンデレの女王 tsundere no joou).
I ældre værker findes tilsvarende personligheder, der dog endnu ikke blev betegnet som tsundere dengang som f.eks. Naru Narusegawa fra Love Hina, Asuka Langley Sōryū fra Neon Genesis Evangelion eller Lina Inverse fra Slayers. Kouichi Ichikawa, en af de tre ledere af Comic Market, betegnede Lum fra Urusei Yatsura som kilden til moe og den første tsundere-figur.

## Indflydelse
Konceptet bag begrebet har fundet vej til mange kendte værker og har endda også bredt sig derudover. I bydelen Akihabara i Tokyo dukkede der således Tsundere Cafes op blandt stedets mange cosplay restauranter, hvor kunderne i stedet for de sædvanlige smilende piger klædt ud som tjenestepiger blev betjent af tilsyneladende uhøflige piger. Tilsvarende lavede den japanske legetøjsproducent Takara Tomy i 2007 et transportabelt tsundere-fjernsyn med stemme af Rie Kugimiya, der til at begynde med giver brugeren kolde og kritiske tilbagemeldinger, men som med tiden bliver varmere og længselsfuld.